# Make Me Better
Make Me Better – singel amerykańskiego rapera o pseudonimie Fabolous, w którym gościnnie wystąpił piosenkarz R&B Ne-Yo z jego czwartego albumu From Nothin' to Somethin'. Wydany w 2007 roku.

## Listy przebojów
| Lista (2007)                         | Pozycja |
| ------------------------------------ | ------- |
| U.S. Billboard Hot 100               | 8       |
| U.S. Billboard Hot R&B/Hip-Hop Songs | 2       |
| U.S. Billboard Hot Rap Tracks        | 1       |
| U.S. Billboard Pop 100               | 3       |
| Canadian Hot 100                     | 79      |
| United World Chart                   | 33      |